# نظام حزبي ثالث
نظام حزبي ثالث (بالإنجليزية: Third Party System)‏ هو مصطلح تحقيبي يُستخدم من قِبَل المؤرخين والعلماء السياسيين لوصف تاريخ الأحزاب السياسية في الولايات المتحدة في الفترة الممتدة بين 1850 وحتى 1890، والذي أظهر تطورات عميقة في قضايا تخصّ القومية الأمريكية ونظرية التحديث والعِرق. وتعرف هذه الفترة، التي غالبًا ما يُطلق على الجزء الأخير منها بالعصر المذهب، بتناقضها مع حقبة النظام الحزبي الثاني والنظام الحزبي الرابع.
هيمن على هذا النظام الحزب الجمهوري الجديد، الذي ادعى نجاحه في إنقاذ الاتحاد وإلغاء العبودية وتمكين المحررين، في حين تبنَّى العديد من برامج التحديث على غرار حزب اليمين مثل البنوك الوطنية والسكك الحديدية والتعريفات الجمركية المرتفعة ومراسيم الحيازة الزراعية والإنفاق الاجتماعي (مثل التمويل الأكبر للمعاشات التقاعدية في الحرب الأهلية) والمعونات المقدمة لجامعات لاندغرانت. في حين أن معظم الانتخابات من عام 1876 وحتى عام 1892 كانت متقاربة للغاية، إلا أن الديمقراطيين المعارضين فازوا فقط في الانتخابات الرئاسية لعامي 1884 و1892 (إذ فاز الديمقراطيون أيضًا بالتصويت الشعبي في الانتخابات الرئاسية لعامي 1876 و1888، لكنهم خسروا التصويت في المجمع الانتخابي) على الرغم من أن الحزب كان قد بسط سيطرته في الفترة ما بين عام 1875 وحتى عام 1895 على مجلس النواب وأيضًا على مجلس الشيوخ في الولايات المتحدة ما بين عامي 1879-1881 وعامي 1893-1895. يؤكد بعض الباحثين أن انتخابات عام 1876 قد شهدت ازدهار وانهيار الدعم لعصر إعادة الإعمار.
كانت الولايات الشمالية والغربية من أتباع الحزب الجمهوري إلى حد كبير، باستثناء نيويورك وإنديانا ونيو جيرسي ووكونيتيكت. بعد عام 1876، سيطر الديمقراطيون على «الجنوب الصلب».

## السلوك الانتخابي
مثلما حدث في عهد النظام الحزبي الثاني السابق، اتسَّم النظام الحزبي الثالث بتنافس شديد بين الناخبين وبارتفاع عدد الناخبين بصورة روتينية والولاء الحزبي الثابت والتبعية للترشيح للاتفاقيات والمنظمات الحزبية الهرمية والاستخدام المنهجي لوظائف الحكومة كمحمية لعمال الأحزاب، المعروفة باسم نظام الغنائم.  «ترأست» المدن التي تضم أكثر من 50.000 نسمة إلى جانب الأحياء المتطورة تلك المناطق والمدن التي يمكن أن يعتمدوا على أصوات العملاء، ولا سيما المهاجرين الجُدد. وما تزال الصحف تمثل نظام الاتصال الرئيسي إذ ترتبط الغالبية العظمى ارتباطًا وثيقًا بطرف أو آخر.

## ائتلافات واسعة من كل حزب
تألف الطرفان من ائتلافات قائمة على نظام التصويت واسعة النطاق. وفي جميع أنحاء الشمال، كان رجال الأعمال وأصحاب المحلات التجارية والحرفيون المهرة والكتبة والمهنيون يفضلون الجمهوريين، وكذلك الحال بالنسبة للمزارعين الأكثر تحضرًا من ذوي التوجه التجاري. أما في الجنوب، حصل الجمهوريون على دعم قوي من الرجال المحررين (الأمريكيين الأفارقة الذين تم اعتناقهم حديثًا)، لكن عادة ما سيطر البيض المحليين في الجنوب («الإسكالواغ») واليانكي الانتهازيين («الكاربيتباغر») على الحزب. جذبت قضية العِرق الغالبية العظمى من البيض الجنوبيين إلى الحزب الديمقراطي بصفتهم مؤيدين مخلصين.
سيطر الديمقراطيون المحافظون البوربون المؤيدين للأعمال التجارية على الحزب الديمقراطي، الذين كانوا يسيطرون على المؤتمر الوطني من عام 1868 حتى هزيمتهم الكبرى على يد وليام جيننغز بريان في عام 1896. تألف الائتلاف الديمقراطي من الديمقراطيين التقليديين في الشمال (العديد منهم من النقباء السابقين «ديمقراطيو السلام»). ثم انضم إليهم المخلصون في الجنوب والمهاجرون الكاثوليك، وخاصة الأمريكيون الأيرلنديون والألمان. وبالإضافة إلى ذلك، اجتذب الحزب العمال من غير المهرة والمزارعين القدامى المتشددين في المناطق النائية من نيو إنجلاند وعلى طول وادي نهر أوهايو.

## الأيديولوجيا
تمثلت القوة الإيديولوجية التي دفعت الحزب الجديد في نظام التحديث ومعارضة العبودية، ذلك التهديد المناهض للحركة الحداثية. بحلول عام 1856، كان الجمهوريون يسعون من أجل «الأرض الحرة، العمل الحرّ، فريمونت والنصر». كانت الحجة الرئيسية هي أن «قوة الرقيق» قد سيطرت على الحكومة الاتحادية وستحاول جعل توجدهم قانونيًا في البلاد، وربما حتى في الولايات الشمالية. وهذا من شأنه أن يعطي أصحاب العبيد الأغنياء الفرصة للذهاب إلى أي مكان وشراء أفضل الأراضي، وبالتالي تقليص أجور العمالة الحرة وتدمير أسس المجتمع المدني. كان رد فعل الحزب الديمقراطي في عام 1856 محذرًا من أن انتخاب المرشح الجمهوري جون فريمونت سيؤدي إلى نشوب حرب أهلية. كان الزعيم البارز للديمقراطيين هو السيناتور ستيفن أ. دوغلاس؛ الذي أعرب عن اعتقاده بأن العملية الديمقراطية في كل ولاية أو إقليم ينبغي أن تسوي مسألة الرّق أولًا. عندما حاول الرئيس جيمس بيوكانان التلاعب في السياسة في إقليم كنساس من أجل الحصول على الموافقة على قضية الرّق، انسحب دوغلاس من صفّه، ما أدى إلى الانقسام الذي دمر الحزب في عام 1860. في ذلك العام، رشَّح الديمقراطيون الشماليون دوغلاس كمرشح عنهم، في حين وضع الحزب الجنوبي جون بريكنريدج كمحافظ على حقوق الملكية وحقوق الولايات، وهو ما يعني في هذا السياق قضية الرّق. أما في الجنوب، نظَّم حزب «الاتحاد الدستوري» السابق حزبًا مخصصًا يُدعى حزب (الاتحاد الدستوري)، وتعهد بإبقاء الأمة موحدة على أساس الدستور بغض النظر عن الديمقراطية أو حقوق الولايات أو الممتلكات أو الحرية العامة. وقد شارك الجمهوريون في هذه اللعبة بحذر شديد في عام 1860 إذ تجاوزوا بعض الراديكاليين المعروفين لصالح سياسي معتدل في الدولة الحدودية والمعروف بأنه داعية للحرية بشكل صريح. لم يلقي أبراهام لينكون أي خطابات، ما سمح لجهاز الحزب بتسيير جيوش من الناخبين إلى صناديق الاقتراع. حتى لو كان جميع معارضي لينكون الثلاثة قد شكلوا وحدة مشتركة مستخيلة التحقيق في ضوء خلافاتهم الأيديولوجية، فإن نسبة 40 في المائة من الأصوات كانت كافية لدفع الشمال وبالتالي الفوز بالمجمع الانتخابي.